# Ан Бён Хун
Ан Бён Хун (кор. 안병훈; 17 сентября 1991, Сеул, Республика Корея) — корейский гольфист, участник летних Олимпийских игр 2016 года, победитель этапа Европейского Тура, самый молодой в истории победитель открытого чемпионата США среди любителей.

## Биография
Ан Бён Хун родился в семье олимпийских призёров по настольному теннису. В 14-летнем возрасте переехал в США  в академию IMG в Брейдентоне. Занимался гольфом под руководством Джонатана Ярвуда. В 17 лет Ан стал самым молодым в истории победителем открытого чемпионата США среди любителей, на 1 месяц превзойдя предыдущее достижение Дэнни Ли, которое тот установил годом ранее. С 2010 года начал выступать на этапах PGA Тура.
В 2011 году Ан Бён Хун перешёл в профессионалы, начав играть в Челлендж Туре. Свою первую победу корейский гольфист одержал в августе 2014 года, выиграв Rolex Trophy в Женеве. 24 мая 2015 года Ан победил на турнире BMW PGA Championship, проходившем в рамках Европейского тура. В 2016 году в составе сборной Кореи принял участие в Кубке мира, где вместе с Ким Кюн Дэ занял лишь 22-е место. На турнирах серии мейджор Ан Бён Хун дебютировал в 2010 году, приняв участие в Мастерсе. Наилучшим результатом для корейского гольфиста в мейджорах является 23-е место, завоёванное на U.S. Open в 2016 году.
В августе 2016 года Ан Бён Хун принял участие в летних Олимпийских играх в Рио-де-Жанейро, в программу которых спустя 112 лет вернулся гольф. После первого раунда кореец занимал 9-е место, пройдя поле за 68 ударов. Следующие два раунда прошли для Ана неудачно, в результате чего он опустился на 14-ю позицию, отставая от лидера британца Джастина Роуз на 9 очков. Заключительный раунд корейский спортсмен вновь закончил с результатом 68 ударов, но этого хватило только на то, чтобы подняться в итоговом протоколе на несколько строчек вверх. Олимпийский турнир Ан Бён Хун закончил на 11-м месте с результатом 6 ниже пар.

## Личная жизнь
- Отец — Ан Джэ Хён — южнокорейский игрок в настольный теннис, бронзовый призёр Олимпийских игр 1998 года; мать — Цзяо Чжиминь — китаянка, игрок в настольный теннис, двукратный призёр Олимпийских игр 1988 года.

## Результаты на мейджорах
| Чемпионат          | 2010 | 2011 | 2012 | 2013 | 2014 | 2015 | 2016 | 2017 |
| ------------------ | ---- | ---- | ---- | ---- | ---- | ---- | ---- | ---- |
| Мастерс            | CUT  | -    | -    | -    | -    | -    | CUT  | =33  |
| U.S. Open          | CUT  | -    | -    | -    | -    | CUT  | =23  | CUT  |
| Открытый чемпионат | CUT  | -    | -    | -    | =26  | CUT  | =59  | CUT  |
| PGA чемпионат      | -    | -    | -    | -    | -    | CUT  | CUT  | =28  |